# Pordata

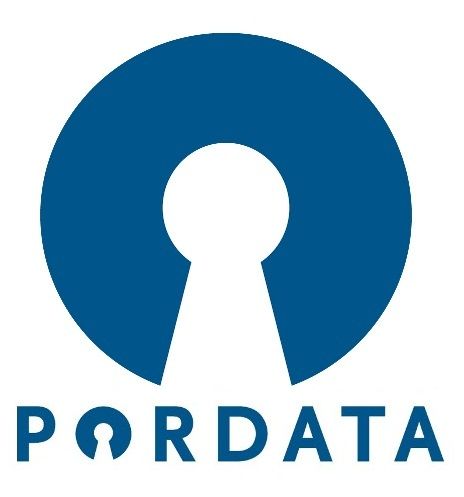
PORDATA © é uma iniciativa da Fundação Francisco Manuel dos Santos - FFMS

A Pordata é uma base de dados sobre Portugal contemporâneo com estatísticas oficiais e certificadas sobre o país e a Europa, dividida num amplo conjunto de temas como a população, educação, saúde, entre outros. Esta está disponível para todos os cidadãos, é gratuita, de informação rigorosa e isenta. Toda a sua informação provém de entidades oficiais, tais como o Instituto Nacional de Estatística ou o Eurostat. O total das fontes utilizadas está neste momento perto de 60. Todos os dados são apresentados de uma forma anual e, sempre que possível, remontam a 1960.
A Pordata, foi organizada pela Fundação Francisco Manuel dos Santos, criada em 2009 por Alexandre Soares dos Santos e sua família. A FFMS, presidida pelo Prof. António Barreto tem como objectivo promover o estudo, o conhecimento, a informação e o debate público.
Lançada ao público a 23 de Fevereiro de 2010, sob a direcção da Prof. Maria João Valente Rosa, a Pordata incluía apenas conteúdos sobre Portugal, a nível nacional. Já a 3 de Novembro de 2010 a Fundação, lança um alargamento desta mesma base de dados para a Pordata Europa. Passa a incluir não só os dados para Portugal, mas também para a União Europeia, Espaço Schengen, Estados Unidos da América e Japão.

## Sobre a Pordata
Criada pela Fundação Francisco Manuel dos Santos (FFMS) a 23 de Fevereiro de 2010, a Pordata, Base de Dados de Portugal Contemporâneo, é um serviço público, gratuito e ilimitado.
A Pordata permite aceder rapidamente aos números da realidade portuguesa, em temas tão diversos como população, justiça, educação, saúde, ambiente, entre outros, numa evolução cronológica desde 1960, sempre que possível. Os números publicados são o resultado do tratamento isento e rigoroso de cerca de 40 fontes oficiais, na Pordata Portugal, e mais de 20 na Pordata Europa.
Com mais de 70.000 séries disponiveis, a Pordata permite  a análise dos diferentes temas no mesmo ambiente de trabalho, onde se podem ainda utilizar diversas ferramentas de visualização dos dados (gráfico ou tabela) e de cálculo sobre os mesmos (%, variações, etc.).
Dirigido pela Professora Maria João Valente Rosa, o projecto Pordata surge na sequência de estudos coordenados por António Barreto e realizados, no final dos anos 90, no Instituto de Ciências Sociais da Universidade de Lisboa. A FFMS acredita que a par do rápido desenvolvimento das tecnologias de informação e comunicação, o interesse pelas estatísticas tem vindo a crescer a um ritmo vertiginoso nos últimos anos, passando estas a ocupar um lugar vital no processo de conhecimento das sociedades da actualidade.
Segundo Maria João Valente Rosa, a Pordata “tenta responder à necessidade de facultar informação credível, tantas vezes dispersa e de acesso complexo, a um público que se pretende o mais amplo possível”. E acrescenta: “Este é um projecto destinado a todos, um verdadeiro serviço público, pensado para um vasto número de utentes que comungam do interesse em aprofundar, com confiança, facilidade e rigor, o conhecimento sobre Portugal”.
Depois do seu lançamento, a Pordata já teve uma segunda fase de desenvolvimento, com a nova base de dados Europa. Está previsto acrescentar novos temas aqueles já existentes e novos âmbitos de abordagem, nomeadamente o alargamento da base de dados às regiões e municípios portugueses.

## Pordata Europa
No dia 3 de Novembro de 2010, a FFMS disponibilizou ao público uma nova base de dados, com as mesmas características, ainda dentro do ambiente Pordata. Desta feita a nova base de dados, passa a incluir não só os dados sobre Portugal, como vinha a acontecer até aqui, mas disponibiliza também o acesso a dados sobre todos os países da União Europeia e do Espaço Schengen, como também várias séries sobre os Estados Unidos da América e o Japão.
Agora é possível comparar a evolução dos diferentes indicadores não só de Portugal mas também de toda a Europa. Todas as ferramentas quer de edição, quer de visualização, se mantêm. O que permite não só aos utilizadores portugueses um método mais rápido e fácil de comparação dos diferentes indicadores nacionais com o seu enquadramento europeu, como também a outros utilizadores uma análise dos seus próprios países.

## Estrutura da Pordata
Na Pordata Portugal estão disponíveis os seguintes temas: População, Saúde, Educação, Protecção Social, Emprego e Mercado de Trabalho, Empresas e Pessoal, Rendimentos e Despesas Familiares, Habitação e Conforto, Justiça, Cultura, Contas Nacionais, Contas do Estado, Ciência e Tecnologia e o Ambiente, Energia e Território. Na Pordata Europa, os temas disponíveis são: População, Educação, Saúde, Protecção Social, Emprego e Mercado de Trabalho, Contas Nacionais, Empresas e Pessoal, Ambiente Energia e Território, Ciência e Tecnologia e a Habitação, Rendimento e Despesas das Famílias.
Pode ainda aceder no portal Pordata aos seguintes conteúdos:
Contadores: conjunto de simulações em tempo real com base em dados estatísticos disponíveis na Pordata.
Indicadores: destaque para cinco indicadores de relevo em Portugal.
Quadro resumo: tabela com os mais importantes indicadores de evolução da sociedade Portuguesa. Este inclui dezenas de indicadores para os anos em que se realizaram recenceamentos da população, de 1960 a 2001.
Glossário: glossário com todos os conceitos utilizados na Pordata.
Mapa da Europa: mapa interactivo onde pode aceder a informação rápida (capitais, áreas, população e PIB) sobre os vários países da União Europeia e Espaço Schengen. Permite também identificar quais os países que pertencem à União Europeia, Zona Euro ou Espaço Schengen, clicando nos grupos identificados no quadro.

## Pordata e a FFMS
Para Alexandre Soares dos Santos, impulsionador e Presidente do seu Conselho de Curadores da Fundação, “este projecto corresponde ao objectivo central da FFMS que passa pela promoção do estudo, do conhecimento, da informação e do debate público dos grandes temas da sociedade portuguesa, procurando contribuir para o desenvolvimento do nosso país, o melhoramento das instituições públicas e o reforço dos direitos dos cidadãos”.
Também António Barreto, Presidente do Conselho de Administração da Fundação, considera que a Pordata é a melhor resposta às prioridades traçadas para a FFMS “ao consagrar uma parte importante dos seus recursos e dos seus esforços à recolha, organização e divulgação de informação sobre Portugal e os portugueses, sempre no respeito por critérios de isenção, independência e rigor”.

## Prémios
A Exame Informática destacou o projecto Pordata como o melhor de 2010 na categoria Internet. Segundo a Exame Informática "o projeto da Fundação Francisco Manuel dos Santos é imperativo para que se conheça o que foi, o que é, e como está a mudar o nosso Portugal. Um projeto inspirador, sem dúvida."
World Summit Award Winner 2011 na categoria de e-Science & Technology